# Oude raadhuis (Heerlen)

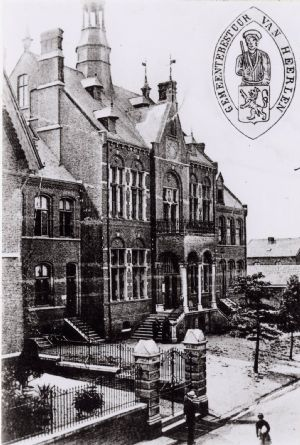
Het oude raadhuis rond 1900

Het oude raadhuis was het voormalige gemeentehuis van Heerlen.
Het raadhuis werd in 1877 gebouwd voor de raadsvergaderingen die bij gebrek aan een permanente ruimte eerder in de Schelmentoren en in klaslokalen werden gehouden. Architect Johannes Kayser ontwierp een nieuw raadhuis in neorenaissancistische stijl. 
In het raadhuis waren ook de marechaussee, het postkantoor (tot 1902) en een rechtbank gevestigd. Het kantongerecht Heerlen kreeg in 1908 een eigen pand in de Saroleastraat. 
In 1941 werd het Oude Raadhuis afgebroken en vervangen door een nieuw raadhuis dat was ontworpen door Frits Peutz.

## Bron
- Rijckheyt - Raadhuis, oud (Heerlen) (gearchiveerd)